# Imai Kiyoshi

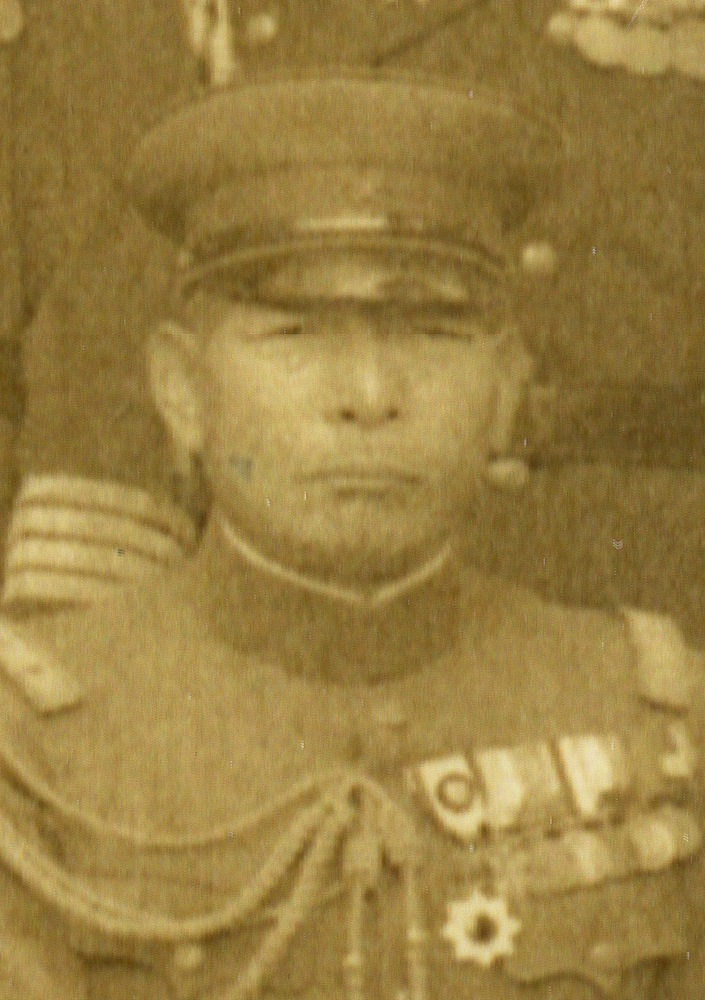
Imai Kiyoshi (1934)

Imai Kiyoshi (japanisch 今井 清; * 10. September 1882 in der Präfektur Aichi; † 22. Januar 1938) war ein japanischer Offizier, der als Generalleutnant von 1936 bis 1937 Kommandeur der 4. Division, 1937 stellvertretender Chef des Generalstabes und Kommandant der
Heereshochschule war.

## Leben
Imai Kiyoshi begann nach dem Schulbesuch als Offiziersanwärter eine Ausbildung an der Heeresoffizierschule (Rikugun Shikan Gakkō) und wurde nach deren Abschluss 1903 in die Kaiserlich Japanische Armee (Dai-Nippon Teikoku Rikugun) übernommen. In der Folgezeit fand er verschiedene Verwendungen als Offizier und war zudem 1914 Absolvent der Heereshochschule (Rikugun Daigakkō). Er war vom 1. September 1920 bis zum 1. Mai 1925 selbst Instrukteur an der Heereshochschule und wurde in dieser Verwendung am 15. Dezember 1924 zum Oberst befördert. Er fungierte vom 1. Mai 1925 bis zum 6. Februar 1927 als Kommandeur des 80. Infanterieregiments und war im Anschluss zwischen dem 6. Mai 1927 und dem 10. August 1928 Chef der für Ausbildung zuständigen 4. Sektion der 1. Abteilung des Generalstabes sowie vom 10. August 1928 bis zum 1. August 1930 Chef der für Manöver zuständigen 2. Sektion der 1. Abteilung des Generalstabes.
Nach seiner Beförderung zum Generalmajor war er vom 1. August 1930 bis 1. August 1931 Kommandeur der 30. Infanteriebrigade. Daraufhin unterrichtete er zwischen dem 1. August 1931 und dem 11. April 1932 als Dozent an der Heereshochschule und fungierte im Anschluss vom 11. April 1932 bis zum 5. März 1934 als Leitender Offizier an der Heereshochschule. Er wurde am 5. März 1934 dem Generalstab zugeteilt und war nach seiner Beförderung zum Generalleutnant zwischen dem 1. August 1934 und dem 15. März 1935 Leiter der für Operationen zuständigen 1. Abteilung im Generalstab. Daraufhin war er im Heeresministerium (Rikugun-shō) vom 15. März bis zum 13. August 1935 Leiter des Personalbüros sowie zwischen dem 13. August 1935 und dem 23. März 1936 Leiter des Büros für Militärangelegenheiten. Nachdem er vom 13. August 1935 bis zum 23. März 1936 Chefsekretär des Obersten Kriegsrates (Gunji sangiin) war, ein 1903 gegründetes und 1945 abgeschafftes Beratungsgremium des Kaisers (Tennō) in militärischen Angelegenheiten, war er als Nachfolger von Generalleutnant Tatekawa Yoshitsugu vom 1. August 1936 bis zu seiner Ablösung durch Generalleutnant Matsu Iinochi am 1. März 1937 Kommandeur der 4. Division, der sogenannten „Yodo-Division“ (Yodo-heidan).
Als Nachfolger von Okamoto Ren’ichirō wurde Imai am 1. März 1937 stellvertretender Chef des Generalstabes und bekleidete diese Funktion bis zum 14. August 1937, woraufhin Generalleutnant Tada Hayao seine Nachfolge antrat. Zugleich fungierte er als Nachfolger von Generalleutnant Maeda Toshinari zwischen 2. und 14. August 1937 kurzzeitig auch als Kommandant der Heereshochschule und wurde danach ebenfalls von Generalleutnant Tada Hayao abgelöst. Im Anschluss war er vom 14. August 1937 bis zu seinem Tode am 22. Januar 1938 noch einmal dem Generalstab zugeteilt.

## Hintergrundliteratur
- Meirion Harries: Soldiers of the Sun: The Rise and Fall of the Imperial Japanese Army, Random House, 1994, ISBN 0-679-75303-6.
- Robert B. Edgerton: Warriors of the Rising Sun: A History of the Japanese Military, Westview Press, 1999, ISBN 0-8133-3600-7.

## Weblink
- Imai, Kiyoshi. Generals from Japan (generals.dk) (englisch).